# 又吉康和
又吉 康和（またよし こうわ、1887年（明治20年）9月21日 - 1953年（昭和28年）9月22日）は、日本のジャーナリストである。琉球新報社長、那覇市長を務めた。

## 経歴・人物
沖縄県の生まれ。早稲田大学中退後、琉球新報に入社し同社の記者として活動する。1939年（昭和14年）には同社の社長を務め、1941年（昭和16年）には新聞統制により沖縄新報と社名変更し、常任監査役にあたった。
第二次世界大戦後はアメリカ軍の統治下となった沖縄県副知事を経て、1952年（昭和27年）には再度琉球新報の社長を務める。また同年那覇市長に就任したが、在職中の翌年に死去した。